# Dirk de Graeff van Polsbroek

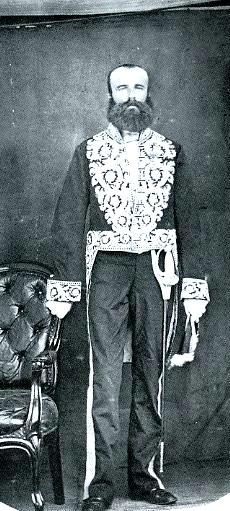
200px Dirk de Graeff van Polsbroek (1863, fotografi av Anthonius Franciscus Bauduin)

Jonkheer Dirk de Graeff van Polsbroek, född 1833, död 1916, var en nederländsk diplomat som företrädde Nederländernas intressen i Japan åren 1857-70. De Graeff van Polsbroek var en viktig representant för den holländska regeringen som kunde lägga grunden för modern diplomatisk representation i Japan. Vid tiden för sin tid i Japan hjälpte han kejsar Meiji och hans regering som rådgivare i förhandlingar med västländer.

## Biografi

### Familj
Dirk de Graeff (van Polsbroek) kom från Huset De Graeff, de tidigare 'regenterna' (patricier) i Amsterdam. De var en linje av de gamla adliga herrarna Von Graben, men tillhörde de holländska patricierna. Han var son till Gerrit IV de Graeff, Vrijheer av Zuid-Polsbroek, Purmerland och Ilpendam. En av hans söner var den viktiga diplomaten och Politikern Andries Cornelis Dirk de Graeff.

### Karriär

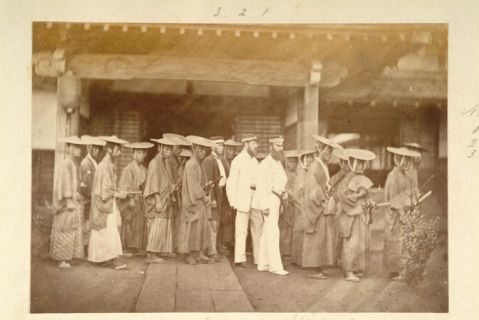
De Graeff van Polsbroek med japanska livvakter på en rundtur i Edo (Tokyo)

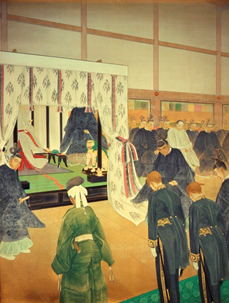
Mottagning av Dirk de De Graeff van Polsbroek av Kaiser Meiji

Mellan 1863 och 1870 var De Graeff van Polsbroek generalkonsul i Nederländerna och befullmäktigad minister i Japan. Han var en viktig representant för den holländska regeringen och spelade en central roll i förhandlingarna mellan Japan och olika västländer. De Graeff var också en ivrig krönikör och fotograf av japansk social förändring vid tiden för Meiji-restaureringen. Den 23 mars 1868 var De Graeff van Polsbroek och den franske bosatta ministern Léon Roches de första europeiska sändebuden som fick en personlig audiens hos den nye kejsaren Meiji i Edo (Tokyo). Som rådman hjälpte han kejsar Meiji i förhandlingar med västerländska stater.
Vid tiden för sitt arbete i Japan var han representant, sändebud och ministerbefullmäktigad för olika europeiska länder. På grund av hans speciella förhållande med Meiji och den japanska regeringen, kunde han ingå ett flertal lönsamma handelsavtal för dessa. På uppdrag av Karl XV slöt han den 11 november 1868 ett "Vänskaps-, handels- och sjöfartstraktat" mellan Sverige-Norge och Japan (se Fördraget i Yokohama). Fördraget öppnade Hakodate, Yokohama, Nagasaki, Kobe och Osaka för handel för svenska och norska handelsmän (artikel 3). Fördraget gav också Sverige-Norge möjlighet att skicka konsuler till de nyöppnade hamnarna, där de fick rätt att utöva domsrätt över svenskar och norrmän (konsularjurisdiktion).
Efter sin återkomst 1870 avslutade De Graeff van Polsbroek sin diplomatiska karriär vid 37 års ålder och blev verksam inom ekonomin.